# Lime Ridge (Wisconsin)
Lime Ridge – wieś w Stanach Zjednoczonych, w stanie Wisconsin, w hrabstwie Sauk.